# 伊予富田駅
伊予富田駅（いよとみたえき）は、愛媛県今治市上徳にある四国旅客鉄道（JR四国）予讃線の駅である。駅番号はY39。

## 歴史
- 1924年（大正13年）2月11日：開業[3]。
- 1971年（昭和46年）11月8日：貨物および荷物扱い廃止[3]。駅員無配置駅となる[4]（簡易委託化）。
- 1987年（昭和62年）4月1日：国鉄分割民営化により、JR四国の駅となる[3]。
- 2024年（令和6年）1月31日：予讃線伊予西条～今治間の開通100周年記念事業の一環として、同記念デザインの駅装飾看板を来年2025年1月31日まで(予定)設置。ほかにも、伊予桜井、今治駅でも設置[5][6]。

## 駅構造
1番線が上下副本線、2番線が上下本線（制限速度100km/h）となっている一線スルーで対向式2面2線の地上駅。このため、特急などの通過列車は両方向とも原則として2番線を通過していくが、停車列車は両方向とも駅舎側の1番のりばを優先的に使用する。駅員無配置駅になったあとも長らく簡易委託駅で、駅前の商店で乗車券を販売していたが、現在は取りやめられている。

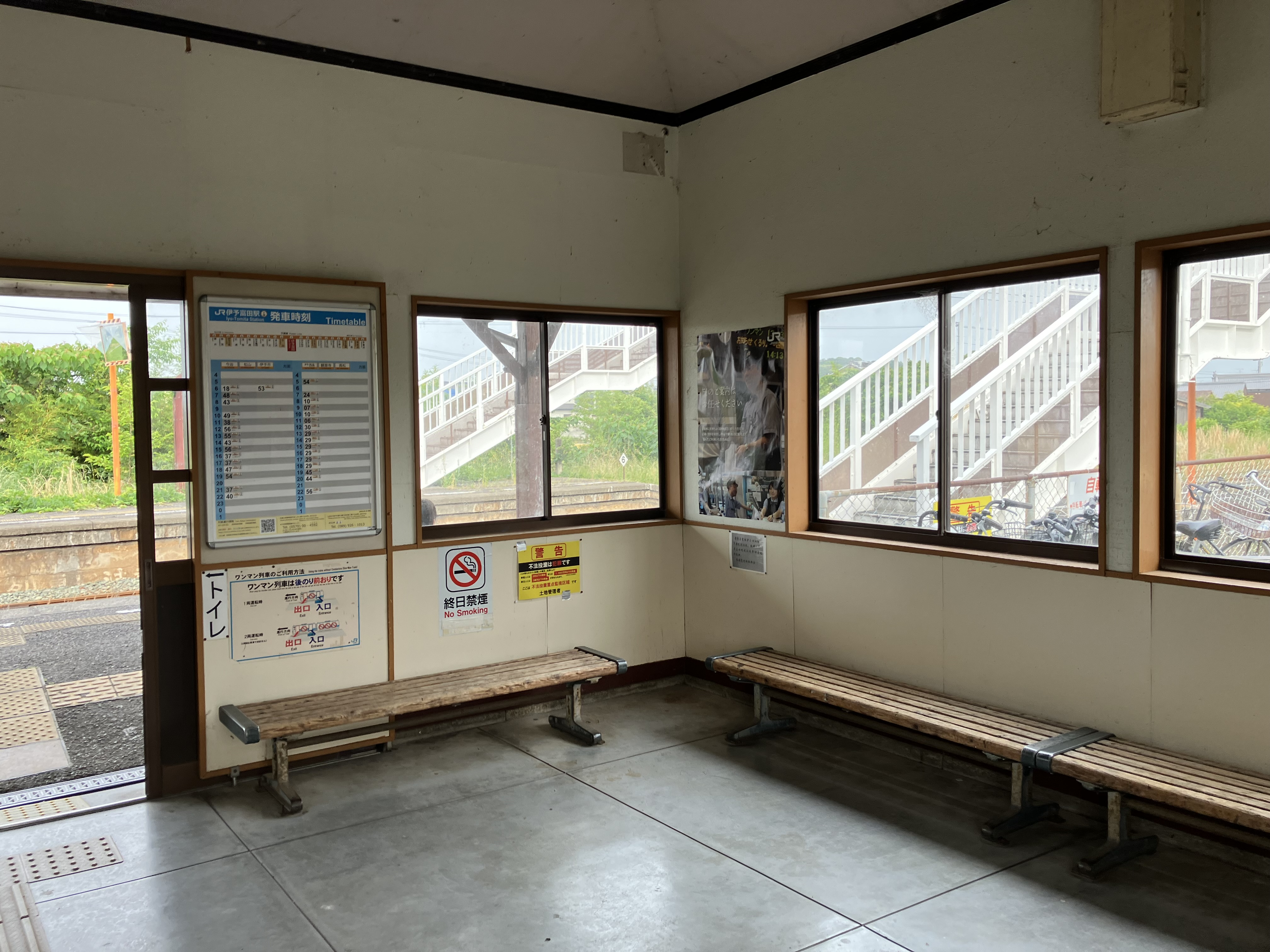
駅舎内（2025年5月）
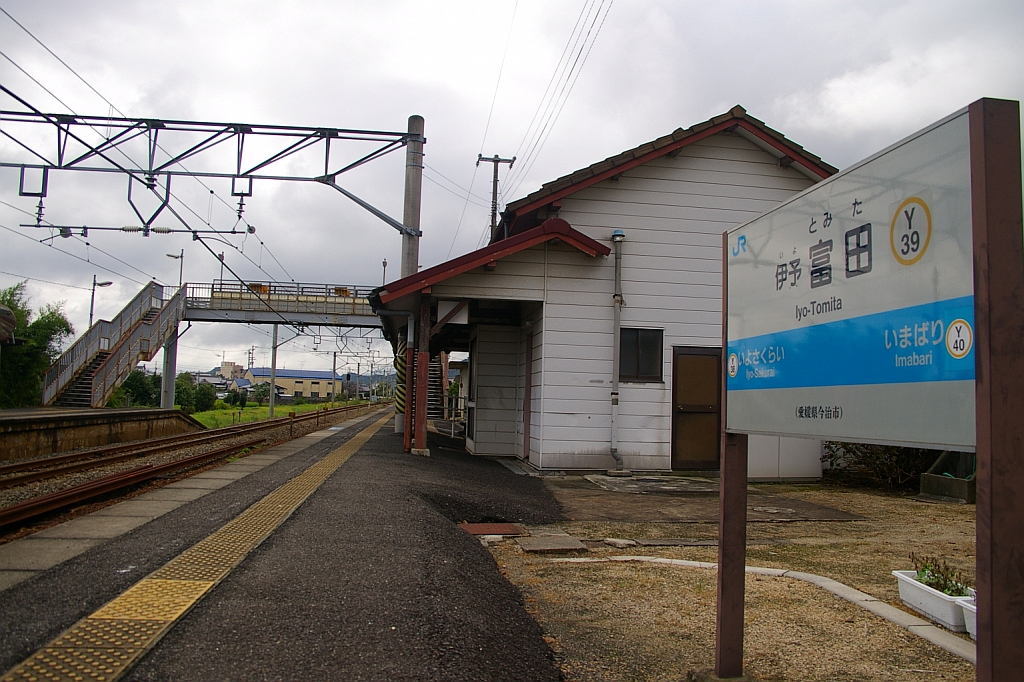
ホームは2面2線の対向式ホーム（今治方より）
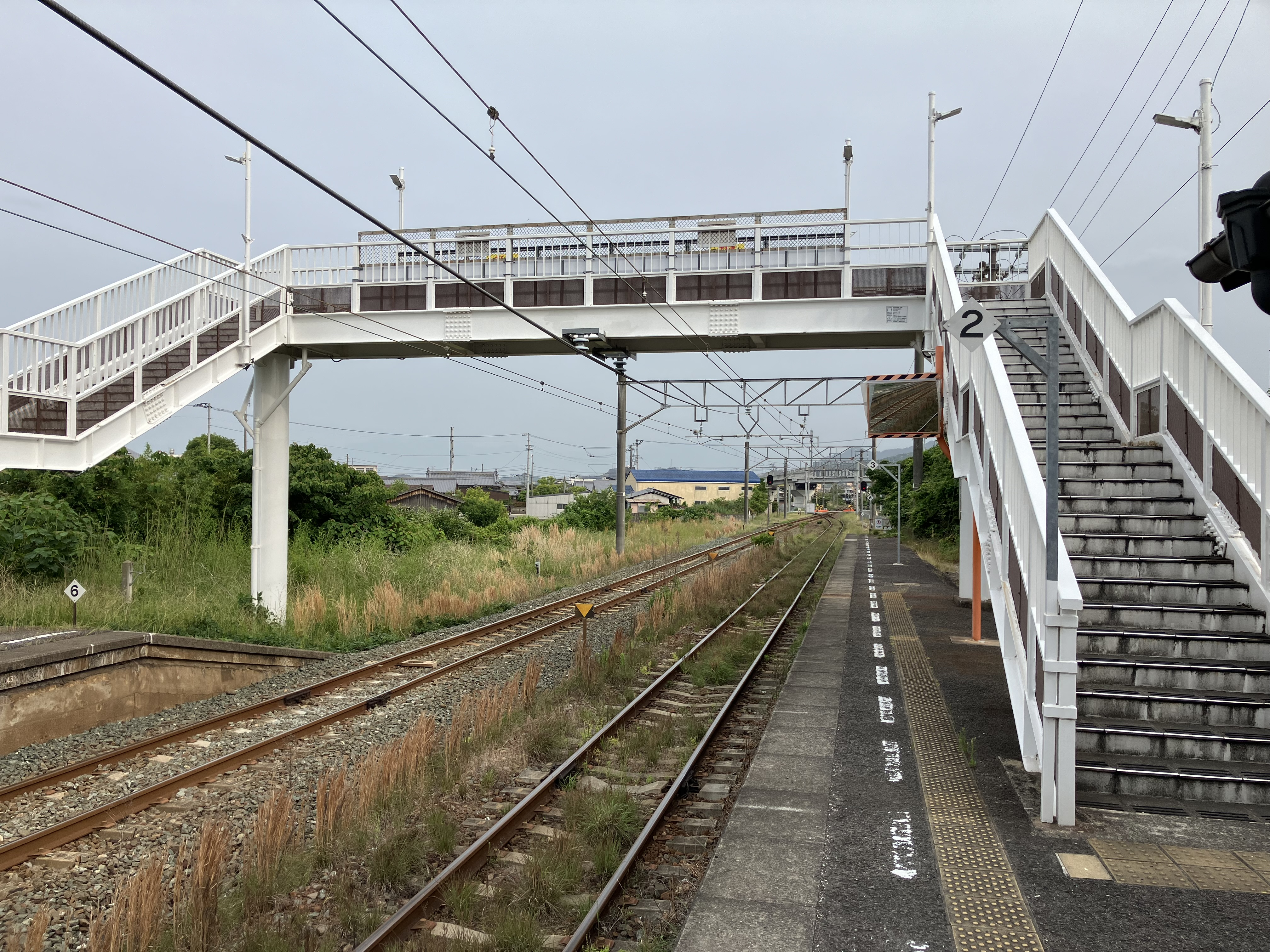
駅ホームと連絡橋（2025年5月）
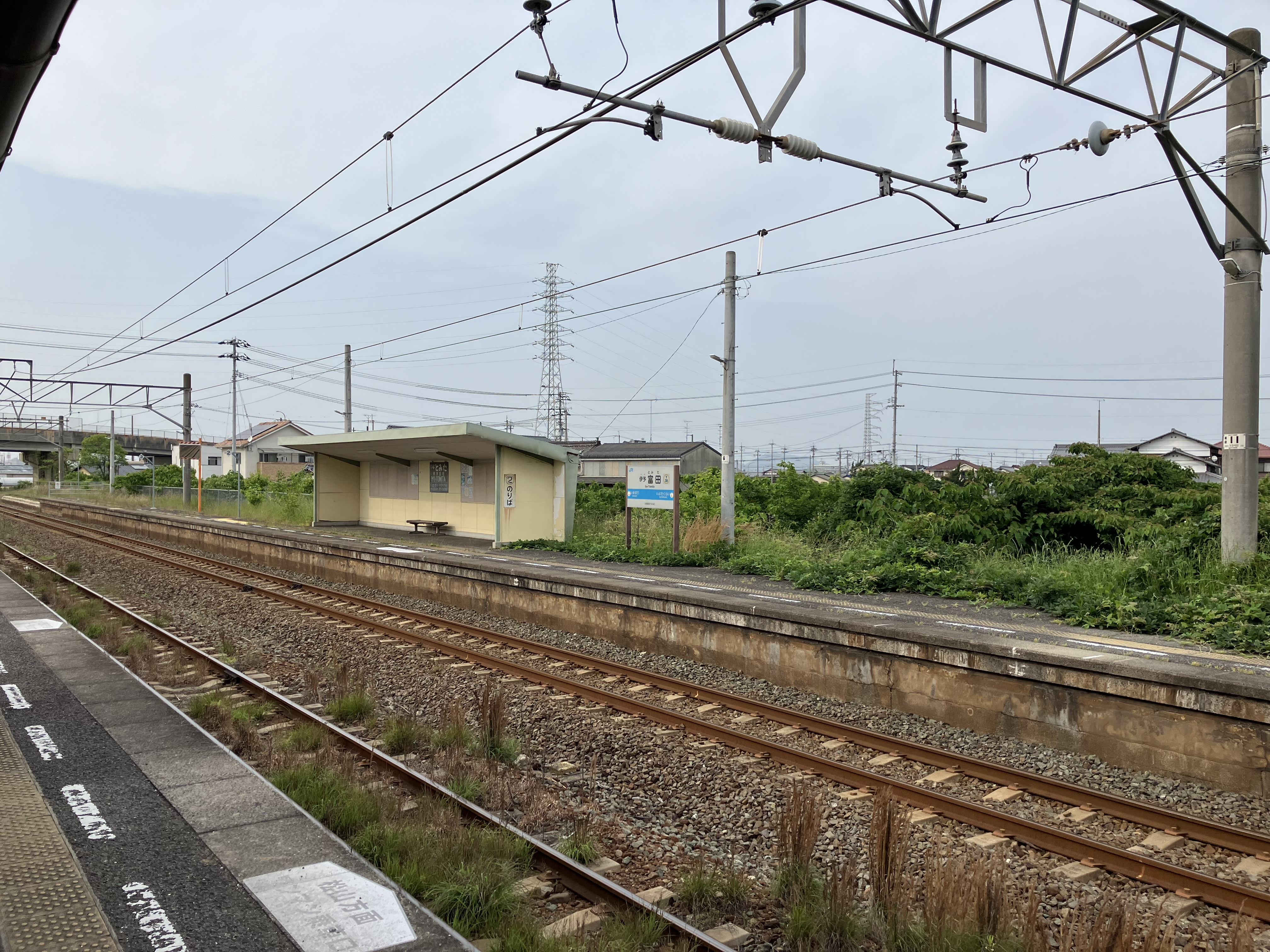
駅ホームと2番乗り場（2025年5月）

### のりば
| のりば | 路線    | 方向 | 行先                       |
| ------ | ------- | ---- | -------------------------- |
| 1・2   | ■予讃線 | 下り | 今治・松山・伊予市方面     |
| 1・2   | ■予讃線 | 上り | 伊予西条・観音寺・高松方面 |

## 駅周辺
- 四国霊場第五十八番札所仙遊寺（駅から約4km）
- 今治市立富田小学校
- 越智今治農業協同組合（JAおちいまばり）富田支店
- 今治警察署富田駐在所
- 寺小屋グループ富田教場
- 愛媛県立愛媛中央産業技術専門校
- 瀬戸内運輸「富田駅前」停留所
- ハローズ 今治店

## 隣の駅
四国旅客鉄道（JR四国）
■予讃線
伊予桜井駅 (Y38) - 伊予富田駅 (Y39) - 今治駅 (Y40)